# 克里尼齊亞河
克里尼齊亞河（烏克蘭語：Криниця），是烏克蘭的河流，位於該國西部捷爾諾波爾州，屬於德涅斯特河的左支流，發源自多羅吉奇夫卡西北面，流經喬爾特基夫區，河道全長11公里。